# 32-bit

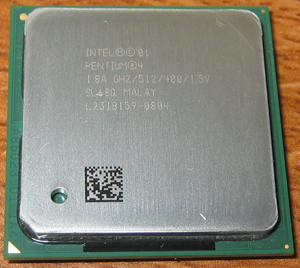
Intel Pentium 4 Northwood

32-bit este o arhitectură a unui microprocesor  ale cărui registre interne,
adrese de memorie, date transferate pentru fiecare citire sau scriere în memoria centrală,  utilizează o lungime a cuvântului (număr de biți) de 32 de biți sau 4 octeți. Termenul de 32-bit este, de asemenea, utilizat pentru computerele în care este utilizat, în general, un procesor pe 32 de biți.
Deoarece o celulă de memorie poate stoca un octet (8 biți), rezultă că marimea maximă a memoriei care poate fi adresată de procesor este 232 octeți. De asemenea, gama de valori (numere întregi) care poate fi stocată de un "cuvânt" pe 32 de biți este de la 0 la 4294967295 sau de la -2147483648 la 2147483647. De aceea, un procesor care are o arhitectură strict pe 32 de biți nu va putea adresa o memorie RAM mai mare de 4GB.
Pentru sistemele de operare, 32 de biți se referă la modul în care se gestionează datele. Acesta este folosit pentru a reprezenta o adresă de memorie și funcționează împreună cu microprocesorul.

În ceea ce privește dispozitivele grafice precum aparatele foto/video digitale sau scanerele, 32 biți se referă la numărul de biți folosiți pentru a reprezenta pixelii. Se folosesc 24 de biți pentru informații despre culoare și se utilizează 8 biți pentru informațiile de control (canal alfa). 
Procesoarele, sistemele de operare și programele software pe 32 de biți mai sunt întâlnite și ca x86, făcând referire la prima serie de procesoare din care au rezultat ulterior procesoarele pe 32 de biți, și la setul de instrucțiuni suportat de acestea.
Primul microprocesor complet pe 32 de biți cu un singur cip, căi de date, magistrale și adrese pe 32 de biți, a fost AT&T Bell Labs BELLMAC-32A, cu primele eșantioane în 1980 și producție generală în 1982.

## Avantaje
Principalul avantaj al arhitecturii 32-bit este calculul mai ușor al valorilor întregi mai mari, cum ar fi în algoritmii de criptare, calculul grafic, fișiere, formatele multimedia (MPEG-2, MP3). De asemenea, extinderea la 32 de biți, cu capacitatea de a lucra până la 4 gigaocteți de memorie, reprezintă o îmbunătățire imensă față de 16 biți, care poate accesa doar 16 megabytes.

## Imagine
În grafica computerizată, imagini pe 32 de biți sunt numite True Color cu un canal alfa pe 8 biți.
Există, de asemenea un număr mic de sisteme profesionale, în care 32 biți pe canal sunt alocate pentru fiecare reprezentare a culorilor (adică 96 biți pe pixel). O astfel de gamă largă este utilizată pentru a reprezenta mărimi mai strălucitoare decât albul pentru a transmite cu mai multă atenție la expunere scăzută (sau în cazul utilizării unui filtru închis).

## Arhitecturi pe 32-bit
- ARM, (ARM Holdings, licențiată pentru numeroși producători de procesoare
- x86 (Intel, AMD ș.a.), din 2003 cu 64 de biți, x86-64
- SPARC (Sun Microsystems) seria (32-bit, din 1995, de asemenea UltraSPARC 64-bit)
- PowerPC, (Apple/IBM/Motorola), 32 biți și 64 biți
- MIPS (MIPS Technology), 32-bit și 64-bit
- Motorola (Motorola 68000)
- VAX (DEC și ulterior Compaq)
- AVR32, (microcontrolere Atmel)
- TriCore, (microcontrolere Infineon)
- DLX (microprocesor), MIPS simplificat.

## Procesoare 32-bit
- AMD:K5, K6, K6-2, K6-III, K7
- Apple: A4, A5, A5X, A6
- ARM: ARM1 până la ARM11 (excepție ARMv8 care sunt pe 64 -bit) și Cortex.
- Cyrix: 5x86, 6x86, GX1, GXm, MII, MXi
- Intel: seria x86-32 (de la 80386 la Intel Core i7)
- MIPS:R3000
- Motorola: Seria 68000, PowerPC 603
- VIA: Cyrix III (C3), Eden ESP, C7-M, C7-D [4]

## Sisteme de operare pe 32 biți
- Linux
  - Arch Linux
  - CentOS
  - Debian
  - Devuan
  - Elive
  - Fedora (operating system)
  - Kubuntu
  - Red Hat Enterprise Linux
  - Slackware
  - Ubuntu (GNOME, MATE)
  - Xubuntu [5]

- UNIX
  - BSD
  - Mac OS X Tiger
  - Mac OS X Leopard
  - Mac OS X Snow Leopard

- Windows
  - Windows 7
  - Windows 8
  - Windows 8.1
  - Windows 10
  - Windows 95
  - Windows 98
  - Windows 2000
  - Windows NT 3.1
  - Windows NT 3.5
  - Windows NT 3.51
  - Windows NT 4.0
  - Windows Server 2003
  - Windows Server 2008
  - Windows Vista
  - Windows XP